# Чарлз Аддамс
Чарлз Семьюел Аддамс (англ. Charles Samuel Addams; 7 січня 1912 — 29 вересня 1988) — американський художник-карикатурист. Автор персонажів Родини Аддамс.

## Біографія
Чарльз Семьюел Аддамс народився 7 січня 1912 року у Вестфілді (Нью-Джерсі). Дитинство провів на Саміт-авеню, потім сім'я постійно переїжджала, але в 1920 році сім'я Аддамс зупинилася надовго на Вулиці В'язів в будинку, побудованому в стилі вікторіанської епохи, до 1947 року. Будучи звичайною дитиною, Чарльз, як і його однолітки, боявся всього того, чим діти лякають один одного: цвинтарів, мерців, привидів і таке інше. Щоб довести свою хоробрість, Аддамс часто відвідував Пресвітеріанське кладовище на Маунтайн-авеню. Ходили чутки, що Чарльз якось заліз у сусідський будинок на Дадлі-авеню, де був затриманий поліцією. На другому поверсі гаража за будинком поліція виявила зроблений крейдою малюнок скелета. Ці малюнки належали саме Чарльзу.
У середній школі Чарльз почав видавати журнал «Флюгер», в якому друкувалися його численні комікси. Коли він закінчив школу, один рік провчився в Університеті Колгейт. Потім він перевівся до Пенсільванського університету, а пізніше закінчив Центральну школу художнього мистецтва в Нью-Йорку.
З 1933 по 1939 рік Чарльз Аддамс намалював дуже багато коміксів для різних журналів, «Colliers» і «TV Guide», «Life», але його мрією було працювати в престижному виданні «Нью-Йоркер». З 1935 року Чарльз почав надсилати до редакції свої комікси, які були гідно оцінені і періодично з'являлися в журналі. Найперший комікс називався «Я забув свої ковзани». 1938 року в одному з випусків «Нью-Йоркера» з'явився комікс. На ньому було зображено продавця пилососів, який намагається продати свій товар жінці, яка живе в напівзруйнованому покинутому особняку. Позаду неї на малюнку на сходах стоїть високий хлопець і з шаленим виглядом спостерігає за продавцем. Це був перший комікс про поки що безіменну даму, яка згодом отримала ім'я Мортиша (від англійського слова mortician — «власник похоронного бюро, трунар»). Цілком можливо, що хлопець на сходах був попередником Ларча. У 1940 році після циклу карикатур «Лижник на швидкісному спуску» Чарльза запросили на постійну роботу в «Нью-Йоркер», мрія художника здійснилася. Він працював у редакції журналу до кінця свого життя та намалював понад 1 300 коміксів. Більшість із них були присвячені вже знайомій читачам видання дивній родині, якій Чарльз дав своє прізвище — Аддамс. Згодом до Мортиші та Ларча приєднався Гомес. Минуло кілька років, перш ніж у коміксах з'явилися всі члени сімейства, але клан «божевільних» поступово збільшувався: наприклад, у 1941 році відбувся «дебют» Маман. Згодом сім'я розрослася: Чарльз вигадав Пагслі, Венсді, Дядю Фестера та Річ, а також міріади родичів клану Аддамсів. Ніхто не міг пояснити, чому ця дивна сімейка має таку привабливість, але передплатники видання з нетерпінням чекали продовження історії про «шалену сімейку». 18 вересня 1964 року стартував серіал «Сімейка Аддамс». Як і більшість художників-карикатуристів, Чарльз Аддамс випустив безліч книг зі своїми коміксами: з ранніх Drawn and Quartered у 1942 році до The World of Charles Addams у 1991 році.
Нагороди, отримані Чарльзом: Yale Humor і Mystery Writers Guild.
28 вересня 1988 року Чарльз Аддамс вийшов із дому і сів в одну зі своїх машин. Чарльз відчув себе погано — сильно заболіло серце. Художник помер від інфаркту міокарда.

## Карикатури, книги та комікси про Аддамсів
| Drawn and Quartered (1942) перша антологія малюнків   |
| Addams and Evil (1947) Друга антологія малюнків       |
| Monster Rally (1950) третя антологія малюнків         |
| Homebodies (книга) (1954) четверта антологія малюнків |
| Nightcrawlers (1957) п'ята антологія малюнків         |
| Dear Dead Days: A Family Album (1959) (книга)         |
| Black Maria (1960) шоста антологія малюнків           |
| Drawn and Quartered (1962)                            |
| The Groaning Board (1964) сьома антологія малюнків    |
| The Chas Addams Mother Goose (1967) (книга)           |
| My Crowd (1970) восьма антологія малюнків             |
| Favorite Haunts (1976) дев'ята антологія малюнків     |
| Creature Comforts (1981) десята антологія малюнків    |
| The Addams Family: An Evilution (2010) (книга)        |